# Pithys castaneus
A Pithys castaneus a madarak osztályának verébalakúak (Passeriformes) rendjébe és a hangyászmadárfélék (Thamnophilidae) családjába tartozó faj.

## Rendszerezése
A fajt Jacques Berlioz francia ornitológus írta le 1938-ban Pithys castanea néven.

## Előfordulása
Peru területén honos. Természetes élőhelyei a szubtrópusi vagy trópusi síkvidéki esőerdők és mocsári erdők. Állandó, nem vonuló faj.

## Megjelenése
Testhossza 14 centiméter, testtömege 27,5–31,5 gramm.

## Életmódja
Különböző rovarokkal és más ízeltlábúakkal táplálkozik.

## Természetvédelmi helyzete
Az elterjedési területe kicsi, egyedszáma 7000 példány alatti és csökken. A Természetvédelmi Világszövetség Vörös listáján mérsékelten fenyegetett szerepel.

## További információ
- Képek az interneten a fajról
- Xeno-canto.org - a faj hangja és elterjedési területe